# Sam Cross
Pour les articles homonymes, voir Cross.
Pas d'image ? Cliquez ici

a Compétitions nationales et continentales officielles uniquement.

b Matchs officiels uniquement.
Dernière mise à jour le 16 mai 2020.
Sam Cross, né le 26 août 1992 à Abergavenny, est un joueur britannique de rugby à XV et de rugby à sept. International gallois de rugby à sept, il représente dans ce même code l'équipe de Grande-Bretagne qui remporte la médaille d'argent lors du tournoi masculin des Jeux olympiques d'été de 2016 à Rio de Janeiro.